# Zuzanna i chłopcy
Zuzanna i chłopcy – polski film psychologiczny z 1961 roku w reż. Stanisława Możdżeńskiego.

## Opis fabuły
Dwóch grotołazów – Karol i Marek – rywalizuje o względy pięknej Zuzanny. Chcąc jej zaimponować, pewnego wieczora zapraszają ją na wycieczkę do jednej z jaskiń. Gdy wszyscy troje schodzą pod ziemię, nieoczekiwanie, podziemne źródło zaczyna zalewać grotę odcinając im drogę powrotu. Cała trójka podejmuje próbę wydostania się z groty inną drogą. Po wielu trudach w końcu znajdują wyjście, jednak z rywalizacji mężczyzn zwycięsko wychodzi Marek, cichy wielbiciel Zuzanny. Natomiast Karol, którego dziewczyna od początku wyraźnie faworyzuje, nie jest w stanie sprostać sytuacji – okazuje się tchórzem i histerykiem.

## Główne role
- Ewa Krzyżewska – Zuzanna
- Adam Hanuszkiewicz – Marek
- Tadeusz Pluciński – Karol
- Andrzej Nowakowski – Filip
- Elżbieta Czyżewska – Monika
- Bohdan Łazuka – Kazik

Źródło.